# Der Weg allen Fleisches (1927)
Der Weg allen Fleisches ist ein US-amerikanisches Filmdrama aus dem Jahr 1927. Das Drehbuch des Stummfilms basiert auf einer Erzählung von Perley Poore Sheehan.

## Handlung
Der Bankkassierer August Schiller lebt und arbeitet in Milwaukee. Er ist glücklich verheiratet und Vater von sechs Kindern. Schiller wird beauftragt, Pfandbriefe nach Chicago zu bringen. Für ihn ist es seit den Flitterwochen das erste Mal, dass er Milwaukee verlässt.
Zufällig lernt er im Zug die abenteuerlustige Mayme kennen. Sie verführt ihn und stiehlt die Pfandbriefe, nachdem sie ihn betrunken gemacht hat. Maymes Freund Tough und seine Männer schlagen auf Schiller ein, um ihm auch noch seine Uhr zu stehlen. Doch der nun wieder nüchterne und sehr wütende Kassierer beginnt sich zu wehren. Bei dem Handgemenge lehnt sich Tough aus dem Zug und wird von einem entgegenkommenden Zug getötet. Schiller tauscht seine Kleidung mit dem Toten. Nun bringen die Zeitungen die Nachricht von dem Überfall und dem heldenhaften Tod des Kassierers, der die Beute vor den Verbrechern schützen wollte.
Jahre später ist aus Schiller ein gebrochener Mann geworden. Er erfährt, dass sein ältester Sohn ein bekannter Violinist geworden ist. Schiller kratzt seine gesamte Barschaft zusammen, um sich einen Platz beim nächsten Konzert kaufen zu können. Nach dem Konzert, es ist Weihnachten, folgt Schiller seinem Sohn nach Hause. Der ehemalige Kassierer wird zwar bemerkt. Doch die Familie erkennt ihn nicht.

## Produktion
Laut Egon Erwin Kisch (Paradies Amerika) trug Paramount die Regie zunächst Mauritz Stiller an, der sich aber des minderwertigen Drehbuchs wegen weigerte. Er wurde daraufhin entlassen, kehrte nach Schweden zurück und starb 1928.
Die Uraufführung fand am 25. Juni 1927 in New York statt.

## Nachwirkung
Der Film gilt als verschollen, da keine Kopien erhalten geblieben sind oder nichts über sie bekannt ist. Er ist der einzige verschollene Film, der mit einem Oscar für einen Darsteller ausgezeichnet wurde.
1940 inszenierte Louis King ein Remake mit Akim Tamiroff in der Hauptrolle.

## Auszeichnungen
Bei der ersten Oscarverleihung 1929 wurde Emil Jannings mit dem Oscar als bester Hauptdarsteller ausgezeichnet. Jannings gewann für den Film gemeinsam mit der Arbeit in dem Film „Sein letzter Befehl“ („The Last Command“) den ersten Oscar als bester Hauptdarsteller. In der Frühzeit der Academy of Motion Picture Arts and Sciences erlaubten die Regeln noch die Nominierung für mehrere Filme gleichzeitig. Zudem wurde der Preis damals für die Jahre 1927 und 1928 gemeinsam verliehen, so dass bei den Gewinnern jeweils ein Film aus dem entsprechenden Jahr herangezogen wurde.